# Centre for Eastern Studies
Koordinaten: 52° 13′ 14,5″ N, 21° 1′ 23,1″ O

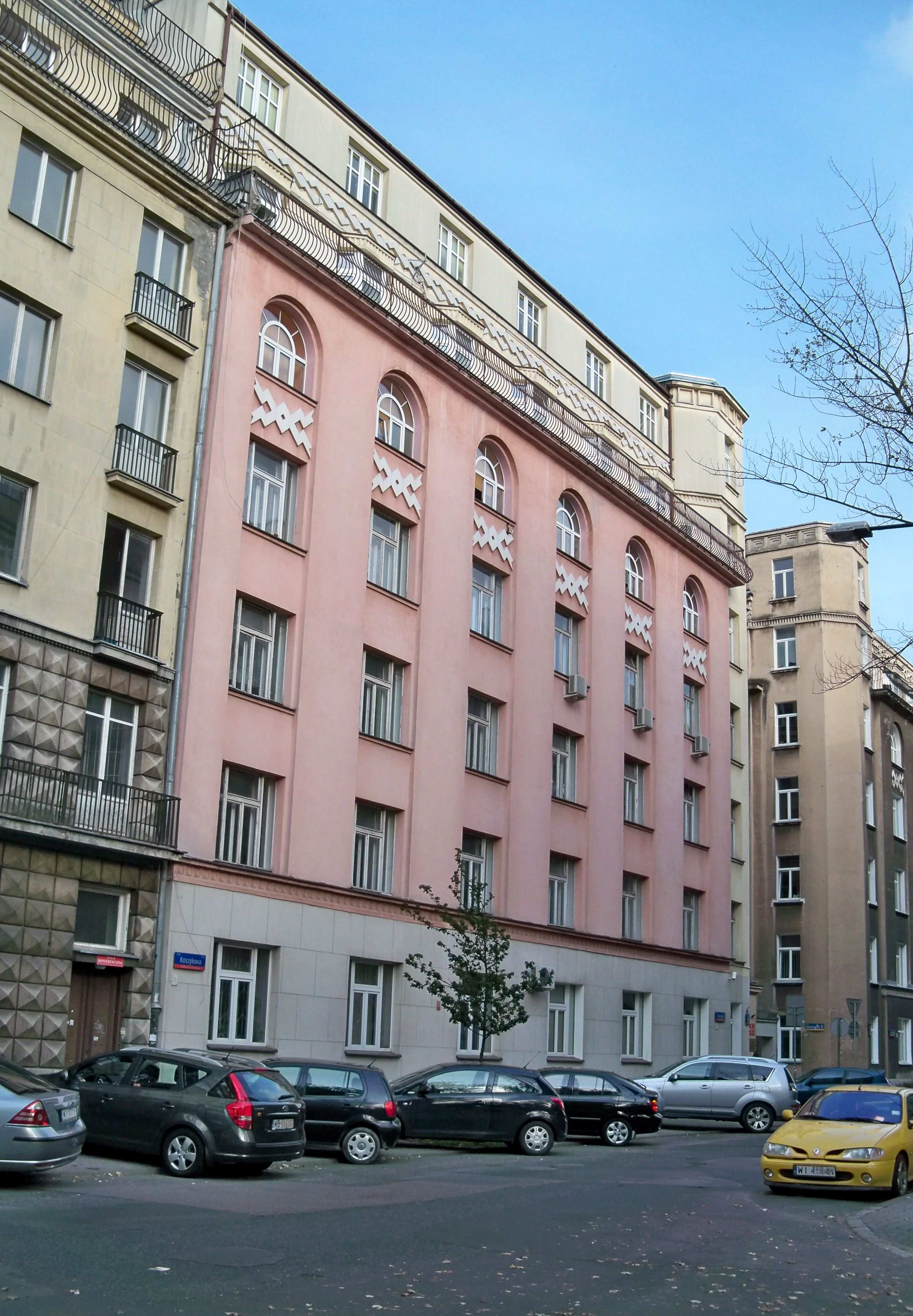
Sitz der Institution in Warschau

Das Ośrodek Studiów Wschodnich (OSW, deutsch Zentrum für Oststudien, englisch Centre for Eastern Studies) ist eine wissenschaftliche Regierungsinstitution und unabhängige Denkfabrik mit Sitz in Warschau.

## Arbeitsfelder
Die Denkfabrik erstellt Analysen, Expertenmeinungen und Prognosen zur politischen, ökonomischen und sozialen Situation in Osteuropa, Mitteleuropa, auf dem Balken, im Kaukasus und in Zentralasien. Besondere Schwerpunkte des OSW sind die Politik der Europäischen Union gegenüber seinen östlichen Nachbarn (Europäische Nachbarschaftspolitik, Östliche Partnerschaft), die Herausforderungen der Energiesicherheit in Europa, sowie die soziopolitischen und ökonomischen Entwicklungen in Polens Nachbarstaaten. In der Europäischen Union gehört das OSW zu den größten Denkfabriken, die sich hauptsächlich mit den post-sowjetischen Nachfolgestaaten des ehemaligen Ostblocks beschäftigen. Das Forschungsgebiet des Zentrums wurde 1998 um Zentraleuropa (Visegrád-Gruppe) und den Balkan, 2005 um Deutschland und 2012 um die Türkei sowie Nordeuropa mit dem Baltikum erweitert. Das OSW beschäftigt etwa 50 Analysten in den fünf Abteilungen Russland, Ukraine/Belarus/Moldawien, Türkei/Kaukasus/Zentralasien, Zentraleuropa und Deutschland/Nordeuropa sowie als Spezialisten in speziellen Themenbereichen (Energiepolitik, Sicherheit und Verteidigung).

## Geschichte
Die Denkfabrik wurde 1990 unter dem Eindruck der Auflösung der Sowjetunion unter dem Kabinett Mazowiecki auf Initiative des Historikers und damaligen Leiters der Bibliothek der Akademie der Bildenden Künste Warschau Marek Karp (1952–2004) gegründet. Es hatte die Aufgabe, mittels Open Source Intelligence fehlendes Wissen über die entstehenden Nachfolgestaaten der Sowjetunion zusammenzutragen, um polnische Exporte dorthin zu fördern. Das OSW wird als öffentliche Forschungseinrichtung vom polnischen Staat finanziert, anfangs vom Ministerium für Außenwirtschaftsbeziehungen, später vom Wirtschaftsministerium und schließlich im Kabinett Tusk von der Staatskanzlei des Ministerpräsidenten.
Mitte der 1990er entwickelte sich das Ośrodek Studiów Wschodnich vom Informationsvermittler zum Analysezentrum. 2012 wurde das OSW zur staatlich beaufsichtigten Rechtsperson, deren Tätigkeit durch das Gesetz vom 15. Juli 2011 geregelt ist. Danach ist die Hauptaufgabe des OSW polnischen Behörden Wissen (Analysen, Prognosen, Expertenmeinungen) zu wichtigen Ereignissen und Entwicklungen in Polens internationalem Umfeld zur Verfügung zu stellen. Neben den Entscheidungshilfen für politische Akteure, die nicht veröffentlicht werden, will das OSD jedoch auch öffentliche Debatten befördern.
2013 wurde das OSW mit 8,6 Mio. Złoty bezuschusst, 2014 mit 9,1 Mio. Złoty (ca. 2,18 Mio. Euro). Die vom OSW erstellten Analysen und Publikationen tragen zur Gestaltung der Außenpolitik Polens bei.
1991 empfahl eine Studie des OSW die Unabhängigkeit der Ukraine anzuerkennen, was Polen daraufhin als erster Staat tat.
Nach einem Autounfall mit einem belarussischen LKW, dessen Fahrer gefälschte Papiere besaß, starb der Gründer auf mysteriöse Weise auf dem Weg der Besserung an einem Blutgerinnsel. Kurz zuvor hatten ihn noch Geheimdienstmitarbeiter aufgesucht. Karp war kurz vor seinem Tod im Begriff Informationen über Robert Gmyrek, Direktor des Mineralölkonzerns PKN Orlen, an Zbigniew Wassermann, stellvertretender Leiter des parlamentarischen Untersuchungsausschusses zu PKN Orlen, weiterzuleiten.
Karp war seit der Gründung 1990 Leiter des Instituts. Er war Träger des Orden des litauischen Großfürsten Gediminas und des Aleksander Gieysztor-Preises (2000). Posthum erhielt Karp den Orden Polonia Restituta und gemeinsam mit dem OSW den Jerzy-Giedroyc-Preis der Tageszeitung Rzeczpospolita. 2006 erhielt das Institut zu Ehren seines zwei Jahre zuvor verstorbenen Gründers den Beinamen Marek Karp. Von 2004 bis 2007 wurde das Ośrodek Studiów Wschodnich vom späteren polnischen Innenminister Jacek Cichocki geleitet.

## Veröffentlichungen
Die meisten der zahlreichen OSW-Publikationen sind auf der Website frei zugänglich, sowohl in polnischer als auch in englischer Sprache.